# Дупри (Јужна Дакота)
Дупри (енгл. Dupree) град је у америчкој савезној држави Јужна Дакота.

## Демографија
По попису из 2010. године број становника је 525, што је 91 (21,0%) становника више него 2000. године.
| Група             | 2000.       | 2010.       |
| Белци             | 122 (28,1%) | 154 (29,3%) |
| Афроамериканци    | 0 (0,0%)    | 0 (0,0%)    |
| Азијати           | 0 (0,0%)    | 0 (0,0%)    |
| Хиспаноамериканци | 4 (0,9%)    | 22 (4,2%)   |
| Укупно            | 434         | 525         |